# Batalla d'Oudenaarde
La batalla d'Oudenaarde es va lliurar l'11 de juliol de 1708 prop d'Oudenaarde al Comtat de Flandes (actualment a Bèlgica) en el marc de la Guerra de Successió Espanyola.

## Antecedents
Alarmats per l'Aliança establerta entre Espanya i França, tant Regne de la Gran Bretanya com les Províncies Unides i el Sacre Imperi no van veure una altra sortida que declarar la guerra. La Batalla de Höchstädt havia ensorrat les ambicions franceses a Baviera i Francònia el 1703, i la temptativa francesa del 1706 de sotmetre als Països Baixos espanyols i de privar així els anglesos d'un suport al continent va ser aniquilada a la batalla de Ramillies.
Dos anys més tard, Lluís XIV va intentar de nou envair Flandes, i Anglaterra estava a la defensiva, ja que només comptava amb una força de 90.000 anglo-holandesos (composta per 112 batallons d'infanteria i 197 esquadrons de cavalleria) estacionats al sud de Brussel·les. L'exèrcit imperial, al comandament del Príncep Eugeni de Savoia, s'havia agrupat en Coblença (Alemanya) al costat del Rin. El Duc de Marlborough, generalíssim de l'Aliança, necessitava imprescindiblement el juny de 1708 una victòria tàctica abans d'enfrontar l'enemic.
Les tropes franceses, gairebé 100.000 homes distribuïts en 130 batallons d'infanteria i 216 esquadrons de cavalleria, concentrats a prop de Mons, estaven manades pel Duc de Vendôme i el Duc de Borgonya, net de Lluís XIV de França, rivals i en desacord amb la tàctica a seguir. Vendôme preconitzava l'atac a Huy, amb la intenció de forçar a Marlborough a intervenir amb forces inferiors, mentre que el rei de França havia ordenat atacar a Flandes. L'exèrcit francès es va posar en marxa cap al sud de Brussel·les, amenaçant a la ciutat de Lovaina, de manera que Marlborough va reagrupar les seves forces alguns quilòmetres al sud de la dita població. L'exèrcit francès va romandre un mes en les seves posicions, el que va permetre que Eugeni de Savoia s'unís amb Marlborough. Els francesos van avançar cap a Flandes i van prendre les places de Bruges i Gant, tot i la resistència de 300 soldats de Marlborough enviats allà.
Les forces franceses dominaven mentrestant la vall del riu Escalda, i només la ciutadella de Oudenarde resistia. Si queia aquesta plaça, es tallaven les comunicacions amb Anglaterra. Marlborough endevinà la tàctica dels francesos: avançar per la riba est de l'Escalda per atacar pel flanc als anglesos sense disminuir per això les tropes al front principal. L'exèrcit francès es va posar en moviment el 8 de juliol cap al poble de Lessines, però Marlborough llançà les seves tropes a marxes forçades en aquesta direcció, ocupant-la el 10 de juliol. Els francesos van defugir la batalla i van creuar l'Escalda per pontons per posar setge a Oudenarde.
Marlborough va enviar 11.000 soldats comandats pel general irlandès William Cadogan a l'altra riba de l'Escalda, on els francesos estaven travessant el riu i va poder contenir fàcilment l'enemic, mentre Marlborough feia creuar l'Escalda al gruix del seu exèrcit per cinc ponts de pontons, els dos ponts de pedra d'Oudenarde i dos ponts provisionals muntats pels holandesos

## Batalla
William Cadogan va ordenar un esquadró de dragons d'atacar una avançada francesa a la riba dreta de l'Escalda, sense que ningú pogués escapar, però va fracassar i alguns dels fugitius van poder prevenir Charles-Armand de Gontaut el duc de Biron, comandant de l'avantguarda francesa, de la presència de l'enemic. El general francès es va presentar allà amb els seus set batallons suïssos i vint esquadrons i va quedar consternat en veure la importància del dispositiu anglès en un lloc totalment inesperat. Es va mostrar llavors indecís, ja que Lluís Josep de Vendôme li havia ordenat que ataqués sense demora, però li semblava que no podia executar aquesta ordre amb èxit només contra els vint batallons enemics, a més, els seus exploradors li havien advertit del fang abundant a la riba oposada, que limitaria la mobilitat de la cavalleria. Mentrestant, Eugeni de Savoia, al flanc dret, creuava el riu al galop amb vint esquadrons de prussians i ocupava punts estratègics sense trobar resistència.

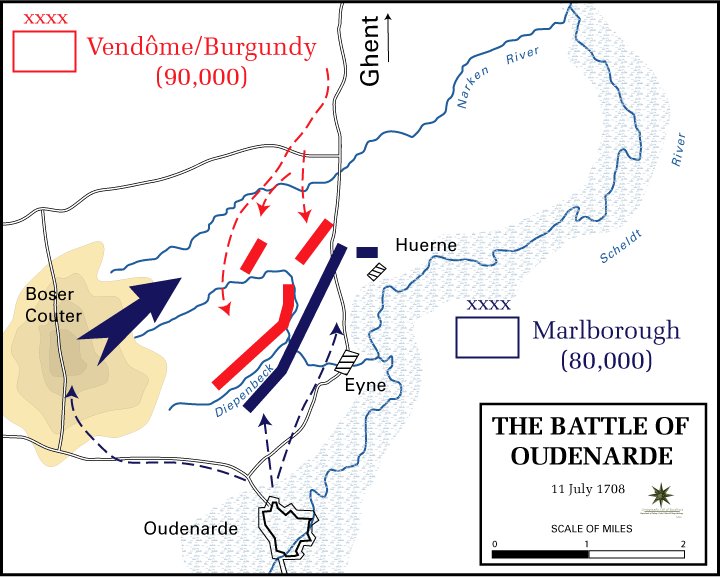
Mapa de la batalla d'Oudenaarde

Les tropes de Biron començaven a maniobrar quan van ser detingudes per la primera brigada d'infanteria anglesa al comandament de John Campbell, segon duc d'Argyll. Cadogan va llançar a l'assalt a la seva cavalleria contra els set batallons de mercenaris suïssos al servei de Biron, que van retrocedir cap al riu. Lluís de França va ordenar un contraatac immediat, en contra del parer de Vendôme, i l'ala dreta francesa va escometre contra els aliats al poble d'Eine, mentre que l'ala esquerra estava inactiva a Huyssen, donant temps als anglesos per reagrupar-se, de manera que 28 esquadrons cobrien el flanc dret de la infanteria de Cadogan, que suportaria el xoc decisiu.
Primer el duc de Borgonya va donar l'ordre d'atac contra els esquadrons prussians, però els assaltants van ser rebutjats després d'un combat acarnissat. Després el duc de Vendôme va decidir atacar cos a cos amb dotze regiments d'infanteria i impedir la comunicació entre els dos generals: l'un es trobava a la caserna del seu estat major sense informació sobre el desenvolupament del combat, i un altre es trobava en ple front sense tenir tot el comandament del camp francès. La situació anava empitjorant i Vendôme, sense comunicació amb l'estat major, va fer desplegar les seves tropes per cerclar el flanc esquerre dels anglesos. Quan els regiments del Duc de Argyll s'acostaven, les línies angleses es van desplegar al seu torn, sense aconseguir que afluixés la pressió francesa.
En aquest moment John Churchill va traslladar el seu quarter general al flanc amenaçat, deixant a Eugeni de Savoia el comandament del flanc dret, que continuava sent atacat pel gruix de les tropes franceses. Marlborough va reforçar l'ala esquerra mitjançant divuit batallons auxiliars de Hesse i Hannover per tal d'enviar vint batallons del general prussià Carl von Lottum en ajuda d'Eugeni de Savoia. Després va preparar una doble maniobra d'implicació. Per a això comptava amb l'exèrcit de les Províncies Unides, però aquestes tropes necessitaven com a mínim una hora per franquejar l'Escalda mitjançant simples pontons. Per tal de desempallegar dels ponts de pedra a Oudenaarde, la cavalleria del príncep Eugeni va atacar l'estat major francès, sent rebutjada, i Marlborough va haver de limitar-se a contenir els assalts de la cavalleria en no disposar més que dels divuit batallons de Hesse i Hannover. Cap a dos quarts de nou de la nit, les tropes neerlandeses van començar a envoltar el flanc dret francès en conjunció amb l'atac simultani de Marlborough i el príncep Eugeni. Aquesta vegada l'assalt va resultar victoriós i va posar en fuga l'enemic. La foscor va impedir el vencedor sortir en persecució dels francesos i d'aniquilar a la resta del seu exèrcit. Els francesos van perdre 15.000 homes, dels quals 9.000 van ser fets presoners, així com vint-i-cinc canons. Els aliats van tenir menys de 3.000 baixes.

## Conseqüències
Les tropes franceses es van replegar cap a Gant i es van salvar del desastre total gràcies al fet que els sapadors havien mantingut intactes els pontons sobre l'Escalda. Eugeni de Savoia es va posar en marxa cap al sud amb 75.000 soldats per continuar la guerra a França. El mariscal Louis François de Boufflers va arribar el 28 de juliol amb 15.000 homes per defensar Lilla, el que va aconseguir fins a l'agost. En prolongar-se el setge de Lilla, va haver de replegar-se a la ciutadella, i va acabar rendint-se amb 8.000 supervivents el 28 d'octubre del 1708.
Marlborough i el príncep Eugeni es van dirigir aleshores cap Gant i la van conquerir el 29 de desembre del 1708. Els francesos van evacuar Flandes i Hainaut. Lluís XIV de França va rebutjar les condicions de pau que trobava massa humiliants.